# Grace Huang

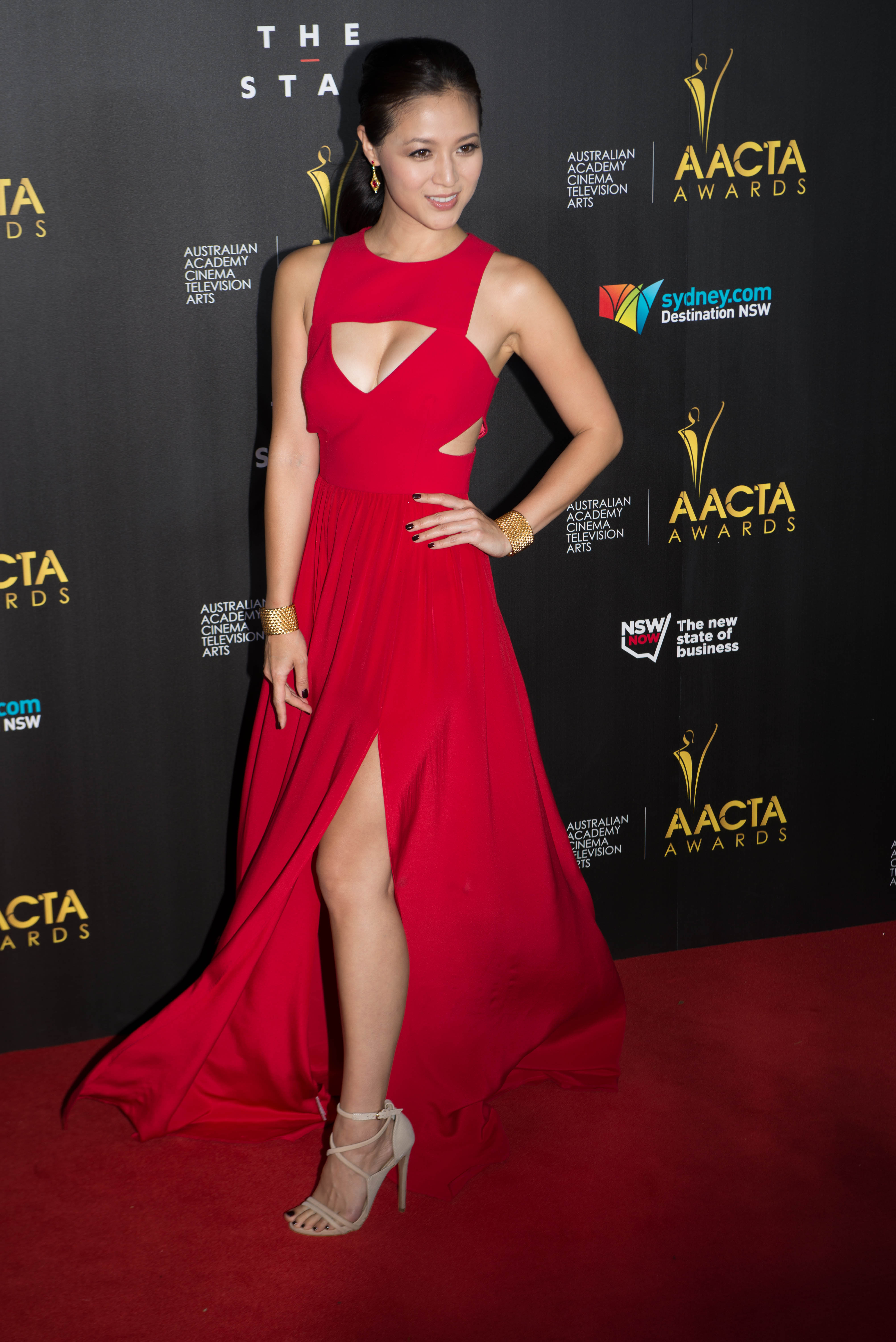
Grace Huang bei den AACTA Awards 2014

Grace Huang (chinesisch 黃芝琪, Pinyin Huáng Zhīqí) (* 1983 in Sydney) ist eine australische Schauspielerin chinesischer Abstammung.

## Karriere
Ihre größte Bekanntheit erlangte Huang durch ihre Rolle als Gemini Female in dem von RZA gedrehten Martial-Arts Film The Man with the Iron Fists.  Sie verkörperte 2013 zudem die Mei Chen in der Pilotfolge für die CBS-Serie Intelligence. Außerdem spielt sie die May im Hongkonger Actionfilm Cold War an der Seite von Aaron Kwok, Andy Lau und Tony Leung Ka-Fai. Zudem tritt Huang in der Hongkonger Romantikkomödie Love in Space (2011) und dem Actionfilm Overheard auf, indem sie an der Seite von Daniel Wu und Michael Wong die Jenny verkörpert.
Beim HollyShorts Film Festival gewann sie die Auszeichnung als beste Schauspielerin für ihre Rolle als Ava Chen im Kurzfilm Bloodtraffick von Jennifer Thym. Mit Thym hatte Huang auch bei anderer Gelegenheit bereits zusammengearbeitet, so zum Beispiel bei dem in Hongkong spielenden Film Jasmine.
Im Romantikdrama Lost for Words spielt sie eine Affäre von Sean Faris. Im  Science-Fiction-Horrorthriller Infini von 2015 verkörperte sie unter anderen an der Seite von Luke Hemsworth und Luke Ford die Bordmedizinerin Claire Grenich. 2016 spielte sie in Independence Day: Wiederkehr die Lin Tang. Im Fernsehdrama Friends, das das den Taiwanese Golden Bell Award gewann, spielte Huang eine Hauptrolle. Daneben war Huang bereits mehrfach auf den Covern von Magazinen wie Vogue, Harper’s Bazaar, FHM, Elle und Marie Claire zu sehen.

## Filmografie
| Jahr | Titel                         | Rolle          | Notiz    |
| ---- | ----------------------------- | -------------- | -------- |
| 2009 | Overheard                     | Jenny          |          |
| 2010 | Red Earth                     |                | Kurzfilm |
| 2011 | Bloodtraffick                 | Ava Chen       | Kurzfilm |
| 2011 | Love in Space                 | Bunny          |          |
| 2012 | The Man with the Iron Fists   | Gemini Female  |          |
| 2012 | Cold War                      | May Cheung     |          |
| 2013 | Badges of Fury                |                |          |
| 2013 | Lost for Words                | Anna           |          |
| 2014 | Jasmine                       | Jasmine To     |          |
| 2015 | Infini                        | Claire Grenich |          |
| 2015 | The Man with the Iron Fists 2 | Gemini Female  |          |
| 2016 | Independence Day: Wiederkehr  | Lin Tang       |          |
| 2016 | The Osiris Child              | Jandi          |          |
| 2018 | In Like Flynn                 | Achun          |          |
| 2019 | Lian zheng feng yun           | Jacks Frau     |          |
| 2021 | Gus and Chloe                 | Emma           | Kurzfilm |
| 2023 | Suka                          | Fandi Yang     |          |

| Jahr | Titel           | Rolle    | Notiz              |
| ---- | --------------- | -------- | ------------------ |
| 2012 | Strangers 6     | Fei Fei  |                    |
| 2014 | Intelligence    | Mei Chen | 1 Episode: "Pilot" |
| 2015 | Hiding          | Cindy    | 1 Episode          |
| 2015 | Paranormal Mind | Madam O  |                    |